# Роді Джуніор Еффаге
Роді Джуніор Еффаге (фр. Rody Junior Effaghe; нар. 11 квітня 2004, Лібревіль, Габон) — габонський футболіст, нападник клубу «Аріс» (Лімасол) та національної збірної Габону.

## Клубна кар'єра
Народився 11 квітня 2004 року в місті Лібревіль.
У липні 2022 року приєднався до молдовського клубу «Динамо-Авто» (Тирасполь). 31 липня дебютував в матчі проти «Мілсамі». 10 вересня відзначився забитим м'ячем у ворота «Дачія» (Буюкань).
У березні 2023 року перейшов до білоруського «Гомеля». 30 квітня дебютував у складі «Гомеля» в матчі проти Енергетик-БДУ. 6 травня відзначився забитим м'ячем у ворота «Мінська».
4 травня 2024 року відзначився дублем у грі проти «Нафтана». За підсумками чемпіонату 2024 року став найкращим бомбардиром записавши до свого активу 17 м'ячів.
Взимку 2025 року перейшов до кіпрського клубу «Аріс» (Лімасол).

## Збірна
5 вересня 2024 року дебютував у складі національній збірній Габону в переможному матчі відбору на Кубок африканських націй 2025 року проти Марокко 4–1.

### Статистика виступів за збірну
| Габон | Габон | Габон |
| Рік   | Матчі | Голи  |
| ----- | ----- | ----- |
| 2024  | 5     | 1     |
| Разом | 5     | 1     |

## Титули і досягнення
- Найкращий бомбардир чемпіонату Білорусі (1):

«Гомель»: 2024